# The Eleventh Day: Single Collection
A The Eleventh Day: Single Collection Gackt japán énekes válogatáslemeze, mely 2010. július 21-én jelent meg a Nippon Crown kiadónál. Hetedik helyezett volt az Oricon slágerlistáján. A Billboard Japan Top Albums listáján kilencedik volt. Ez volt az énekes utolsó lemeze a Nippon Crownnál.

## Számlista
Az összes szám szerzője Gackt C. 
| #   | Cím                                                         | Hossz |
| --- | ----------------------------------------------------------- | ----- |
| 1.  | Kimi ni aitakute                                            |       |
| 2.  | Arittake no ai de                                           |       |
| 3.  | Black Stone                                                 |       |
| 4.  | Metamorphoze                                                |       |
| 5.  | Todokanai ai to sitteitanoni oszaekirezu ni aisicuzuketa... |       |
| 6.  | Redemption                                                  |       |
| 7.  | Love Letter                                                 |       |
| 8.  | No ni szaku hana no jó ni                                   |       |
| 9.  | Returner (Jami no súen)                                     |       |
| 10. | Jesus                                                       |       |
| 11. | Ghost                                                       |       |
| 12. | Koakuma Heaven                                              |       |
| 13. | Faraway (Hosi ni negai o)                                   |       |
| 14. | Lost Angels                                                 |       |
| 15. | Flower                                                      |       |